# Kiddus
A kiddus (héberül: קידוש, ‛megszentelés’) egy zsidó szertartás. A szombat és a zsidó ünnepek borivással és áldásmondással történő megszentelése.

### Eredete
A Tízparancsolat negyedik parancsolata így szól: „Záchoret jom hásábbát lökádso / Emlékezz meg a Szombat napjáról, hogy megszenteld azt!” (2Mózes 20:8, Károli Gáspár fordítása) illetve: „Sámoret jom hásábbát lökádso / Őrizd meg a Szombat napját, hogy megszenteld azt”.(5Mózes 5:12) A két eltérő kifejezésre – „emlékezz meg” és „őrizd meg” – a talmudi bölcsek azt a magyarázatot adták, hogy az első egy tevőleges, aktív parancsolat, míg a második egy tiltó parancsolat, ami a szombatra, mint ünnepnapra vonatkozik. A tevőlegesség az ünnep megszentelésével teljesül, így e mondat köré a talmudi bölcsek egy egész szertartást építettek föl.

### Rituálé - cselekmény leírása
A kiddus szertartása az ünnepi asztalnál történik. A zsidó időszámítás szerint a napok este kezdődnek. A Talmud úgy tartja, hogy a megszentelés a nap kezdetén, azaz este kell, hogy megtörténjen. Mivel azonban a parancsolat úgy szól, hogy „Emlékezz meg a szombat napjáról, hogy megszenteld azt”, úgy határoztak, hogy reggel is kell kiddust tartani (bPeszahim 106a). A reggeli kiddus kelléke lehet más erős ital is (pl. pálinka), de legjobb, ha bort használnak.
A bort serlegbe/pohárba töltik. Legjobb a kóser vörösbor, de lehet bármilyen más szőlőből készült kóser ital is. Ha esetleg nincs, akkor a barhesz (szombati kalács) is megfelel erre a célra, ám ekkor a borra mondandó áldás helyett a kenyérfélékre való áldást kell elmondani. A serleget az erősebb kézbe véve felemelik. Elmondják az idetartozó áldásokat és szövegeket, majd állva egy nagyot kortyolnak a borból.
A nőknek is kötelező megtartani a szombat és ünnepek törvényeit, így nekik is kellene kiddust csinálniuk. Azonban a Talmud úgy rendelkezik, hogy a nők fel vannak mentve az időhöz kötött tevőleges parancsolatok alól (bBerakhot 20b), és mivel a kiddus időhöz kötött (szombat és ünnepnapok) és tevőleges szertartás, így szükség van egy férfire, aki helyettük is elmondja, és ők az erre válaszul mondott „Ámen”-nel teljesítik kötelezettségüket. Ha bármilyen okból nincs az asszony mellett férfi, akkor viszont köteles kiddust csinálni.

### Kiddus-serleg
A serlegnek épnek kell lennie, és illik, hogy tiszta is legyen. A serleget tele kell tölteni, és mivel a legkisebb kötelező mennyiség egy reviit, kb. 1 dl, ezért legalább ilyen méretű edényt kell választani.
A kiddus-serlegek általában egyszerű fémből készülnek, de vannak üvegből, porcelánból, és ezüstből készültek is. Szokás díszíteni feliratokkal, amelyek a kiddus szövegét, vagy a szőlőből készült termékekre való áldást tartalmazzák, de díszítik Jeruzsálemi látképpel is. Ha valakinek nincs kiddus-serlege, akkor használhat egyszerű üvegpoharakat, vagy akár műanyag poharakat is.

### Szövege
A kiddus szövegét Maimonidész rögzítette a 12. században (Misné Torá: Hilchot Sábbát 29). A szöveg tehát mintegy 800 éves, és azóta alig változott. Két kiddust különböztet meg a Talmud: az estit és a reggelit. Az esti tartalmazza az ünnep megszentelésére szolgáló áldásokat, míg a reggeli az adott ünnepre vonatkozó bibliai szakaszt tartalmazza. Mind a kettőben megtalálható a borra mondandó áldás, azonban ha reggel nem szőlőből készült italt használnak, akkor annak az italnak megfelelő áldást kell mondani. (Az alábbi áldások magyar szövege Frölich Róbert és Frölich Benjámin fordítása.)

#### Péntek este:
וַיְהִי עֶרֶב וַיְהִי בֹקֶר יוֹם הַשִּׁשִּׁי׃ וַיְכֻלּוּ הַשָּׁמַיִם וְהָאָרֶץ וְכָל צְבָאָם׃ וַיְכַל אֱלֹהִים בַּיוֹם הַשְּׁבִיעי מְלַאכְתּוֹ אֲשֶׁר עָשָׂה, וַיִשְׁבֹּת בַּיּוֹם הַשְּׁבִיעי מִכָּל מְלַאכְתּוֹ אֲשֶׁר עָשָׂה׃ וַיְבָרֶךְ אֱלֹהִים אֶת יוֹם הַשְּׁבִיעי וַיְקַדֵּשׁ אֹתוֹ, כִּי בוֹ שָׁבַת מִכָּל מְלַאכְתּוֹ אֲשֶׁר בָּרָא אֱלֹהִים לַעֲשׂוֹת׃
És lőn este és lőn reggel, hatodik nap. És elvégezteték az ég és a föld, és azoknak minden serege. Mikor pedig elvégezé Isten hetednapon az ő munkáját, a melyet alkotott vala, megszűnék a hetedik napon minden munkájától, a melyet alkotott vala. És megáldá Isten a hetedik napot, és megszentelé azt; mivelhogy azon szűnt vala meg minden munkájától, melyet teremtve szerzett vala Isten. (1Mózes 1:31-2:3)
Borra/szőlőre mondandó áldás:
בָּרוּךְ אַתָּה יְיָ אֱלֹהֵינוּ מֶלֶךְ הָעוֹלָם, בּוֹרֵא פְּרִי הַגָּפֶן
Áldott vagy Te, Ö-való I-tenünk, a világ Királya, a szőlőtő gyümölcsének teremtője.
Ha kenyér a rituálé kelléke:
בָּרוּךְ אַתָּה יְיָ אֱלֹהֵינוּ מֶלֶךְ הָעוֹלָם הַמּוֹצִיא לֶחֶם מִןהָאָרֶץ
Áldott vagy Te, Ö-való I-tenünk, a világ Királya, aki előhozza a kenyeret a földből.
Kiddus
בָּרוּךְ אַתָּה יְיָ אֱלֹהֵינוּ מֶלֶךְ הָעוֹלָם, אֲשֶׁר קִדְּשָׁנוּ בְּמִצְוֹתָיו וְרַָצָה בָנוּ, וְשַׁבָּת קָדְשׁוֹ בְּאַהֲבָה וּבְרָצוֹן הִנְחִילָנוּ, זִכָּרוֹן לְמַעֲשֵׂה בְרֵאשִׁית. כִּי הוּא יוֹם תְּחִלָּה לְמִקְרָאֵי קֹדֶשׁ, זֵכֶר לִיצִיאַת מִצְרָיִם. כִּי בָנוּ בָחַרְתָּ וְאוֹתָנוּ קִדַּשְׁתָּ מִכָּל הָעַמִּים, וְשַׁבָּת קָדְשְׁךָ בְּאַהֲבָה וּבְרָצוֹן הִנְחַלְתָּנוּ
בָּרוּךְ אַתָּה יְיָ מְקַדֵּשׁ הַשַׁבָּת
Áldott vagy Te, Ö-való I-tenünk, a világ Királya, aki megszentelt minket a parancsolataival, és bennünket akart magának, és a szent Sábbátját szeretettel és jóindulattal nekünk adta osztályrészül, hogy emlékeztessen a teremtésre. Mert ez az ünnepnapok sorában az első, az egyiptomi kivonulásra való emlékeztetőül. Hiszen minket választottál, és megszenteltél bennünket minden nép közül, és a szent Sábbátodat szeretettel és jóindulattal adtad nekünk osztályrészül.
Áldott vagy Ö-való a Sábbát megszentelője.

#### Szombat reggel:
Kiddus
וְשָׁמְרוּ בְנֵי-יִשְׂרָאֵל, אֶת-הַשַּׁבָּת, לַעֲשׂוֹת אֶת-הַשַּׁבָּת לְדֹרֹתָם, בְּרִית עוֹלָם. בֵּינִי, וּבֵין בְּנֵי יִשְׂרָאֵל—אוֹת הִיא, לְעֹלָם: כִּי-שֵׁשֶׁת יָמִים, עָשָׂה יְהוָה אֶת-הַשָּׁמַיִם וְאֶת-הָאָרֶץ, וּבַיּוֹם הַשְּׁבִיעִי, שָׁבַת וַיִּנָּפַשׁ
Megtartsák azért az Izráel fiai a szombatot, megszentelvén a szombatot nemzetségről nemzetségre, örök szövetségül. Legyen közöttem és az Izráel fiai között örök jel ez; mert hat napon teremtette az Úr a mennyet és a földet, hetednapon pedig megszűnt és megnyugodott.(2Mózes 31:16-17)
זָכוֹר אֶת יוֹם הַשַּׁבָּת, לְקַדְּשׁוֹ. שֵׁשֶׁת יָמִים תַּעֲבֹד, וְעָשִׂיתָ כָּל מְלַאכְתֶּךָ. וְיוֹם, הַשְּׁבִיעִי שַׁבָּת, לַיהוָה אֱלֹהֶיךָ: לֹא תַעֲשֶׂה כָל מְלָאכָה אַתָּה וּבִנְךָ וּבִתֶּךָ, עַבְדְּךָ וַאֲמָתְךָ וּבְהֶמְתֶּךָ, וְגֵרְךָ, אֲשֶׁר בִּשְׁעָרֶיךָ. כִּי שֵׁשֶׁת יָמִים עָשָׂה יְהוָה אֶת הַשָּׁמַיִם וְאֶת הָאָרֶץ, אֶת הַיָּם וְאֶת כָּל אֲשֶׁר בָּם, וַיָּנַח, בַּיּוֹם הַשְּׁבִיעִי; עַל כֵּן, בֵּרַךְ יְהוָה אֶת יוֹם הַשַּׁבָּת וַיְקַדְּשֵׁהוּ
Megemlékezzél a szombatnapról, hogy megszenteljed azt. Hat napon át munkálkodjál, és végezd minden dolgodat; De a hetedik nap az Úrnak a te Istenednek szombatja: semmi dolgot se tégy azon se magad, se fiad, se leányod, se szolgád, se szolgálóleányod, se barmod, se jövevényed, a ki a te kapuidon belől van; Mert hat napon teremté az Úr az eget és a földet, a tengert és mindent, a mi azokban van, a hetedik napon pedig megnyugovék. Azért megáldá az Úr a szombat napját, és megszentelé azt. (2Mózes 20:8-11)
Boráldás
Ha más, nem szőlőből készült ital a szertartás kelléke:
בָּרוּךְ אַתָּה יְיָ אֱלֹהֵינוּ מֶלֶךְ הָעוֹלָם שֶׁהַכֹּל נִהְיָה בִּדְבָרוֹ
Áldott vagy Te, Ö-való I-tenünk, a világ Királya, akinek szavára minden teremtetett.

#### Zarándokünnep este
A három zarándokünnep főünnepein (Pészah, Sávuot, Szukkot és Szukkot utolsó két napja: Smini Áceret és Szimhát Tóra) a kiddus szabályai és rituáléja ugyanaz, mint szombaton, csak a szöveg eltérő, amelyet szintén Maimonidész rögzített,5 és hasonlóan a szombati kiddushoz, ez sem változott jelentősen. Ha az ünnep péntek este kezdődik, apró változtatások kerülnek a szövegbe, hiszen az ünnepet és a szombatot is meg kell szentelni.
Boráldás
Kiddus
בָּרוּךְ אַתָּה יְיָ אֱלֹהֵינוּ מֶלֶךְ הָעוֹלָם אֲשֶׁר בָּחַר בָּנוּ מִכָּל עָם וְרוֹמְמָנוּ מִכָּל לָשׁוֹן וְקִדְּשָׁנוּ בְּמִצְוֹתָיו. וַתִּתֶּן לָנוּ יְיָ אֱלֹהֵינוּ בְּאַהֲבָה
מוֹעֲדִים לְשִׂמְחָה חַגִּים וּזְמַנִּים לְשָׂשׂוֹן אֶת יוֹם (בְּשַׁבָּת: הַשַׁבָּת הַזֶה וְאֶת יוֹם)
- חַג הַמַּצּוֹת הַזֶה, זְמַן חֵרוּתֵנוּ
- חַג הַשָּׁבוּעוֹת הַזֶה, זְמַן מַתַּן תּוֹרָתֵנוּ
- חַג הַסֻּכּוֹת הַזֶה, זְמַן שִׂמְחָתֵנוּ
- הַשְּׁמִינִי חַג עֲצֶרֶת הַזֶה, זְמַן שִׂמְחָתֵנוּ

(בְּאַהֲבָה), מִקְרָא קֹדֶשׁ, זֵכֶר לִיצִיאַת מִצְרָיִם. כִּי בָנוּ בָחַרְתָּ וְאוֹתָנוּ קִדַּשְׁתָּ מִכָּל הָעַמִּים, (וְשַׁבָּת) וּמוֹעֲדֵי קָדְשֶךָ (בְּאַהֲבָה וּבְרָצוֹן,) בְּשִׂמְחָה וּבְשָׂשׂוֹן הִנְחַלְתָּנוּ. בָּרוּךְ אַתָּה יְיָ, מְקַדֵּשׁ (הַשַׁבָּת וְ)יִשְׂרָאֵל וְהַזְּמַנִּים
Áldott vagy Te, Ö-való I-tenünk, a világ Királya, aki kiválasztott bennünket minden nép közül, kiemelte nyelvünket, és megszentelt minket a parancsolataival. És nekünk adtad Ö-való I-tenünk szeretettel (ha az ünnep szombatra esik: Sábbátokat megpihenésre, és) ünnepeketörömre, zarándokünnepeket, és megjelölt időpontokat vidámságra, ezt a (szombaton: Sábbát napját, és)
- (Pészahkor) pászka zarándokünnepét, a mi szabadulásunk idejét
- (Sávuotkor) hetek zarándokünnepét, a Tóránk adásának idejét
- (Szukkotkor) sátrak zarándokünnepét, az örömünk idejét
- (Smini Áceretkor és Szimhát Tórakor) nyolcadik napot, a gyülekezés zarándokünnepét. az örömünk idejét

(szombaton: szeretettel), hogy szentségedet hirdessük az egyiptomi kivonulás emlékéül. Hiszen bennünket választottál ki, és minket szenteltél meg minden nép közül, (szombaton: és Sábbátot), és a szent zarándokünnepeidet (szombaton: szeretettel és jóindulattal) örömmel és vidámságra nekünk adtad osztályrészül. Áldott vagy Ö-való, aki megszenteli (szombaton: a Sábbátot és) Izraelt és a megjelölt időpontokat.
(Minden zarándokünnepen, kivéve Pészáh utolsó két napját)
בָּרוּךְ אַתָּה, יְיָ אֱלֹהֵֽינוּ, מֶֽלֶךְ הָעוֹלָם, שֶׁהֶחֱיָֽנוּ וְקִיְּמָֽנוּ וְהִגִּיעָֽנוּ לַזְמַן הַזֶּה.
Áldott vagy Ö-való I-tenünk, a világ Királya, aki életben tartott minket, és megtartott bennünket, és megengedte, hogy megérjük ezt az időt.

#### Zarándokünnep reggel
Kiddus
וַיְדַבֵּר מֹשֶׁה אֶת מֹעֲדֵי יְיָ אֶל בְּנֵי יִשְׂרָאֵל
És szóla Mózes Izráel fiainak az Úrnak ünnepei felől. (3Mózes 23:44)
Boráldás / vagy a nem szőlőből készült erős italra való áldás

#### Ros Hásáná este
Boráldás
Kiddus
בָּרוּךְ אַתָּה יְיָ אֱלֹהֵינוּ מֶלֶךְ הָעוֹלָם, אֲשֶׁר בָּחַר בָּנוּ מִכָּל עָם וְרוֹמְמָנוּ מִכָּל לָשׁוֹן וְקִדְּשָׁנוּ בְּמִצְוֹתָיו. וַתִּתֶּן לָנוּ יְיָ אֱלֹהֵינוּ בְּאַהֲבָה אֶת יוֹם (בשבת: הַשַׁבָּת הַזֶה וְאֶת יוֹם) הַזִּכָּרוֹן הַזֶה אֶת יוֹם טוֹב מִקְרָא קֹדֶשׁ הַזֶה, יוֹם (בשבת : זִכְרוֹן) תְּרוּעָה (בשבת : בְּאַהֲבָה) מִקְרָא קֹדֶשׁ, זֵכֶר לִיצִיאַת מִצְרָיִם. כִּי בָנוּ בָחַרְתָּ וְאוֹתָנוּ קִדַּשְׁתָּ מִכָּל הָעַמִּים, וּדְבָרְךָ אֱמֶת וְקַיָּם לָעַד. בָּרוּךְ אַתָּה יְיָ, מְקַדֵּשׁ (הַשַׁבָּת וְ)יִשְׂרָאֵל וְיוֹם הַזִּכָּרוֹן
Áldott vagy Te, Ö-való I-tenünk, a világ Királya, aki bennünket választottál minden nép közül, kiemelted nyelvünket, és megszenteltél parancsolataiddal. És szeretetben adtad nekünk (szombaton: a Sábbát ezen napját és) az emlékezés ezen napját, a kürtharsogás (szombaton: emlékezetének) napjául (szombaton: szeretetben), szent gyülekezés gyanánt, az egyiptomi kivonulás emlékére. Hiszen minket választottál, és bennünket szenteltél meg minden nép közül, szavad igaz és mindörökké fennáll. Áldott vagy Te, Ö.való, az egész föld Királya, ki megszenteli (szombaton: a Sábbátot és) Izraelt és az emlékezés napját.
4.6. Ros Hásáná reggel:
Kiddus
תִּקְעוּ בַחֹדֶשׁ שׁוֹפָר בַּכֵּסֶה לְיוֹם חַגֵּנוּ כִּי חֹק לְיִשְׂרָאֵל הוּא מִשְׁפָּט לֵאלֹהֵי יַעֲקֹב.
Fújjatok kürtöt új holdra, holdtöltekor, a mi ünnepünk napján. Mert végzett dolog ez Izráelnél, a Jákób Istenének rendelése. (Zsoltárok 81:4-5)
Boráldás / vagy nem szőlőből készült erős italra való áldás

### Zsinagógai kiddus - rituáléja, oka
A zsinagógai istentisztelet fontos eleme a szertartásrendben szereplő kiddus. Rituáléja hasonlít az otthoni kiddushoz, de az oka egészen más. A pénteki, illetve az ünnepi esti ima vége előtt a kántor kezébe veszi a kiddus-serleget, a közösség felé fordul, és elmondja a kiddus szövegét. A zsinagógában azért kapott helyet ez a rituálé, mert ha van a közösség tagjai között olyan, aki valamilyen okból nem tudja otthon a kiddus szertartását elvégezni, legyen alkalma legalább meghallgatni azt, és az erre válaszul mondott Ámennel mintegy teljesíteni tudja a kötelezettségét. A zsinagógákban kiddusnak hívjuk az ünnepi istentiszteletet követő közös étkezéseket is.

### “Jakneház”
Szombat és ünnepnapok végén tartandó a hávdálá szertartás, amely elválasztja (“löhávdil”) az ünnepet a hétköznaptól. Ez a szertartás gyertyalánggal történik. Ha azonban egy ünnep szombat este kezdődik, ez a szertartás nem végezhető el a megszokott módon, hiszen a szombat után nem hétköznap, hanem ünnepnap következik. A יקנה''ז (“jákneház”) az akrosztichonja az ilyenkor követendő szertartásrendnek, a szertartási elemek, köztük a kiddus sorrendjének: יין (Jájin – bor), קידוש (Kiddus), נר (Nér – gyertya), הבדלה (Hávdálá – Szombat kimenetele), זמן (Zmán – idő). Ez a mozaikszó az áldások ilyenkor mondandó sorrendjét is jelöli.